# SpaceX CRS-23

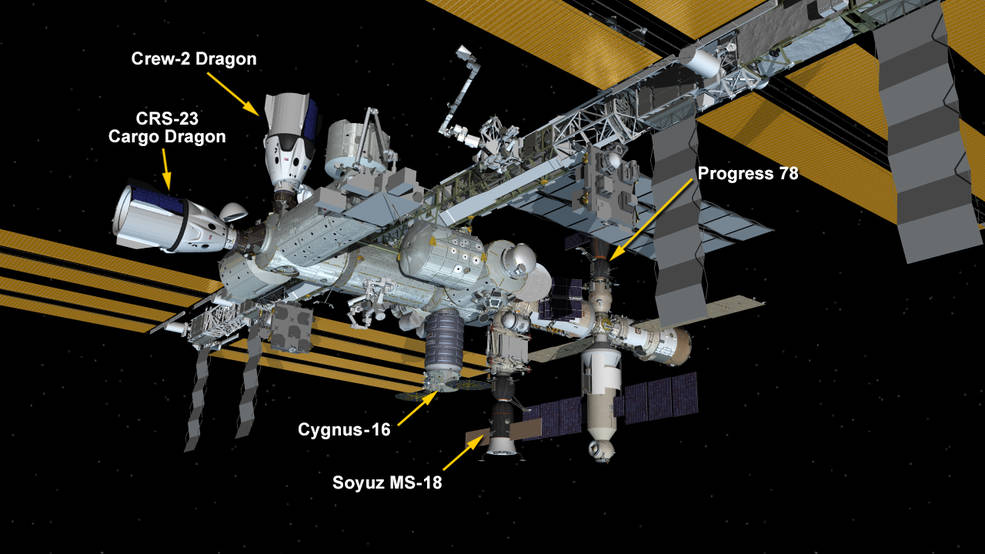
(Bild: NASA)

SpaceX CRS-23 eller SpX-23 var en obemannad flygning till Internationella rymdstationen med SpaceX:s rymdfarkost Dragon 2. Farkosten sköts upp av en Falcon 9-raket, från Kennedy Space Center LC-39, den 29 augusti 2021.
Farkosten dockade med rymdstationen den 30 augusti 2021.
I lasten fanns bland annat en robotarm till Bishop Airlock.
Farkosten lämnade rymdstationen den 30 september 2021, några timmar senare återinträdde den i jordens atmosfär och landade i Mexikanska golfen.